# Джими Шергил
Джасджит Синх Гил (на английски: Jimmy Shergill; на пенджабски: ਜਿੰਮੀ ਸ਼ੇਰਗਿੱਲ) по-известен като Джими Шергил е индийски кино-актьор.

## Биография
Джасджит е роден на 3 декември 1970 г. в семейство на панджабски сикхи.
През 2001 г. Джасджит е жени за дългогодишната си приятелка Приянка, през 2002 г. се ражда синът му Веер.

## Филмография
- Mohabbatein (2000) – Каран Чхоудхри
- „Аз и ти“ (2004, Hum Tum) – Михир
- „Yaaran Naal Baharan“ (2005, панджаби) – Навдип Синх Брар
- „Том, Дик и Хари“ (2006, Tom, Dick aur Harry) – Хари
- Lage Raho Munna Bhai 	(2006) – Виктор Д'Соуза
- „Сряда!“ (2008, A Wednesday!) – Ариф Хан
- Munde U.K. De (2009, панджаби) – Руп Синх
- „Казвам е Кхан“ (2010, My Name Is Khan) – Закир Кхан
- „Сахеб, жена и гангстер“ (2011, Saheb, Biwi Aur Gangster) – Адитя Партап Синх
- „Сахеб, жена и гангстер 2“ (2013, Biwi Aur Gangster Returns) – Адитя Партап Синх
- „Раджа-куршум“ (2013, Bullet Raja) – Рудра
- „Бум бум“ (2014, Bang Bang!) – Вирен Нанда (епизодична роля)
- Shareek (2015, панджаби) – Джаса / Зоравар[2]
- „Vaisakhi List“ (2016, панджаби) – Джарнайл
- „Happy Bhaag Jayegi“ (2016) – Даман Синх Бага